# Joseph von Exeter
Joseph von Exeter (lat. Iosephus Iscanus) war Dichter in lateinischer Sprache aus Exeter im 12. Jahrhundert.
Um 1180, reiste er zum Studium nach Geldern, wo er seine lebenslange Freundschaft mit Guibert, dem späteren Abt von Florennes schloss. Einige ihrer Schriftwechsel sind bis heute erhalten.
Sein bekanntestes Gedicht ist De bello Troiano („Vom trojanischen Krieg“) in sechs Büchern, von denen die meisten vor 1183 verfasst wurden, das aber erst nach 1184 fertiggestellt wurde. Dieses Versepos erzählt die Geschichte von der Belagerung und Eroberung Trojas nicht gemäß der heute vertrauten Ilias (Homers Werk war im Mittelalter in Westeuropa nicht zugänglich), sondern gestützt auf spätantike Prosatexte von Dares Phrygius und Dictys Cretensis.
Als sein Freund Balduin, Erzbischof von Canterbury, zum Dritten Kreuzzug ins Heilige Land aufbrach, begleitete Joseph ihn. Nachdem Balduin im November 1190 im Heiligen Land gestorben war, kehrte Joseph nach England zurück. Er verewigte seine Kreuzzugserlebnisse in seinem Gedicht Antiocheis, von dem immerhin 21 Zeilen erhalten sind, die William Camden in seinem Werk Remains Concerning Britain zitierte. Verschiedene andere inzwischen verloren gegangene Gedichte werden Joseph zugeschrieben.